# 甘迺迪空運
甘迺迪空運（英語：The Kennedy Airlift）是1959年湯姆·姆博亞設立的獎項，幫助肯亞学生在美國、加拿大接受大學教育。1959年到1963年，甘迺迪空運吸引了數百名東非学生，並且獲得許多北美教育機構、基金會和個人支持，如非裔美国学生基金會和哈利·貝拉方提、傑基·羅賓森、薛尼·鮑迪、馬丁·路德·金恩等非裔美国人。1960年9月，參議員約翰·F·甘迺迪在總統競選中從老約瑟夫·P·甘迺迪基金會捐出了10萬美元，作為1960年秋季東非學生團體的機票費，當時甘迺迪空運的資金短缺。

## 背景
甘迺迪空運計畫於1959年啟動，當時湯姆·姆博亞在美國到處演講，為東非學生募集獎學金。第一批學生（共81名）於1959年9月11日抵達紐約，進入美國、加拿大的各所大學。在肯亞，姆博亞和美國大學的校友朱利葉斯·基亞諾（Julius Kiano）、卡里烏基·恩吉里（Kariuki Njiiri）連絡，確認參加空運的學生。

## 成果

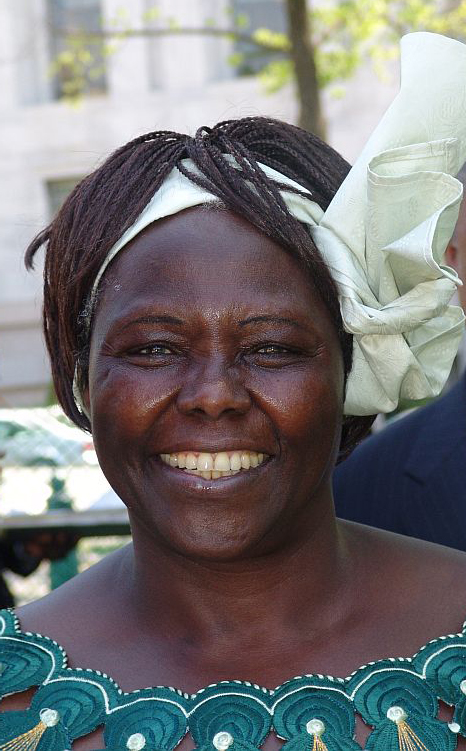
第一位非洲女性諾貝爾獎獲獎者旺加里·马塔伊

1963年，甘迺迪空運正式結束。大部分從美國和加拿大的學院、大學畢業的學生回國，一同建設新獨立肯亞。有些人在畢業前受雇，在公共行政部門擔任地區和省級官員。男性很容易找到好工作，女性卻舉步維艱，即使她們比同一部門的大部分男性官員更適合，卻只得到秘書職。不過，開放女性參加展現出了空運組織者的遠見：旺加里·马塔伊獲得了諾貝爾和平獎，利亞·馬蘭古則成為了非洲第一位女性大學校長。

## 受益者
超過800名學生（主要來自肯亞）受益於甘迺迪空運。知名受益者包括旺加里·馬塔伊，第一位獲得諾貝爾獎的非洲女性、環保人士；烏干達知名学者馬哈茂德·馬姆達尼，《前景》雜誌將他列為百大公共知識分子；喬治·塞托蒂則是肯亞前副總統。
老巴拉克·歐巴馬不是空運受益者，不過他受到了空運計畫啟發，向美國各所大學提出申請，並獲得私人資助，進入夏威夷大學就讀。 在姆博亞的幫助下，他得到了非洲裔美國學生基金會（AASF）的資助，因此他也是空運世代的一份子。